# Wintersun
I Wintersun sono un gruppo musicale finlandese melodic death metal fondato nel 2004 da Jari Mäenpää, ex-frontman degli Ensiferum.

## Storia del gruppo

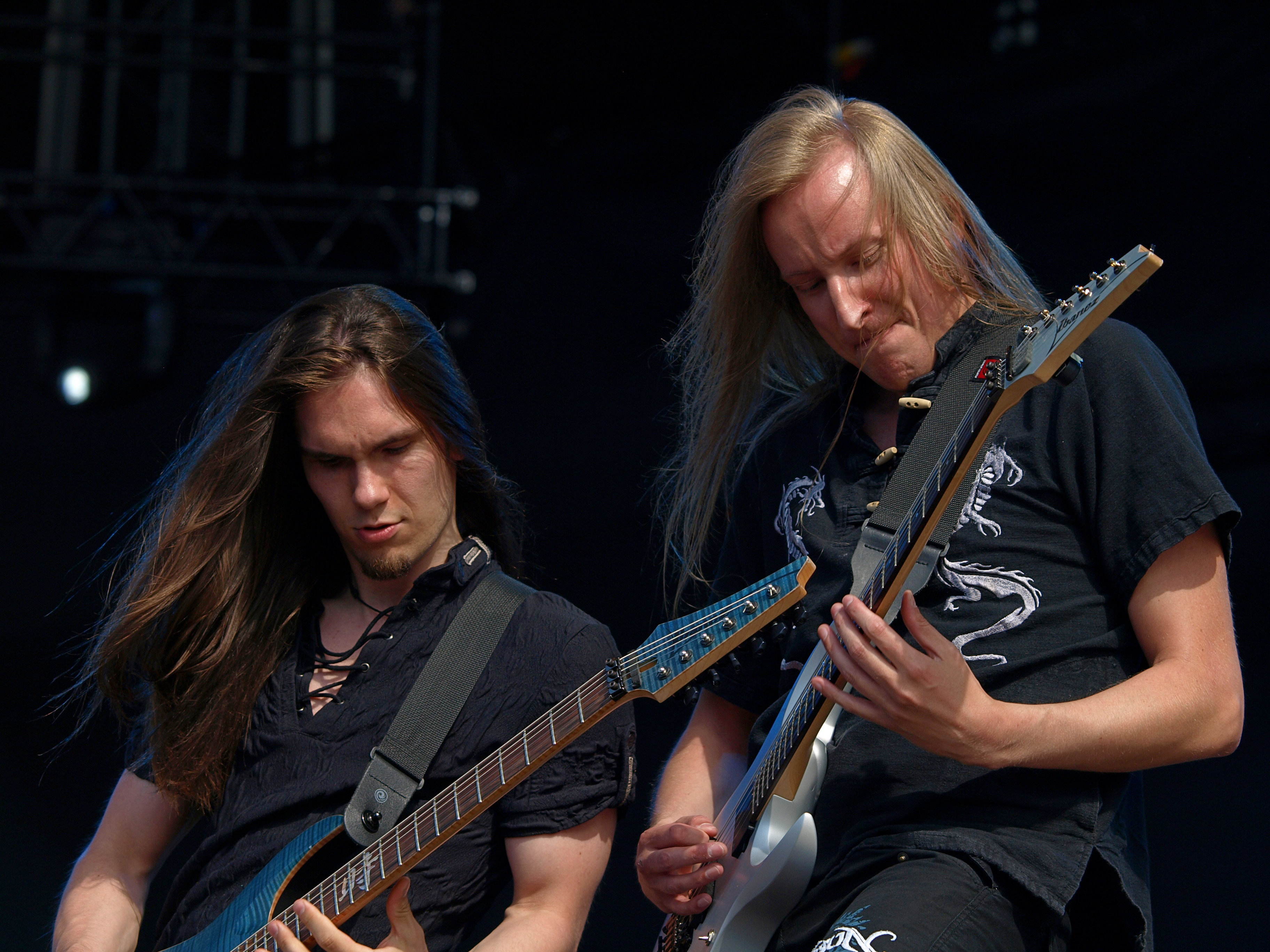
Teemu Mäntysaari e Jari Mäenpää al Wacken Open Air 2013

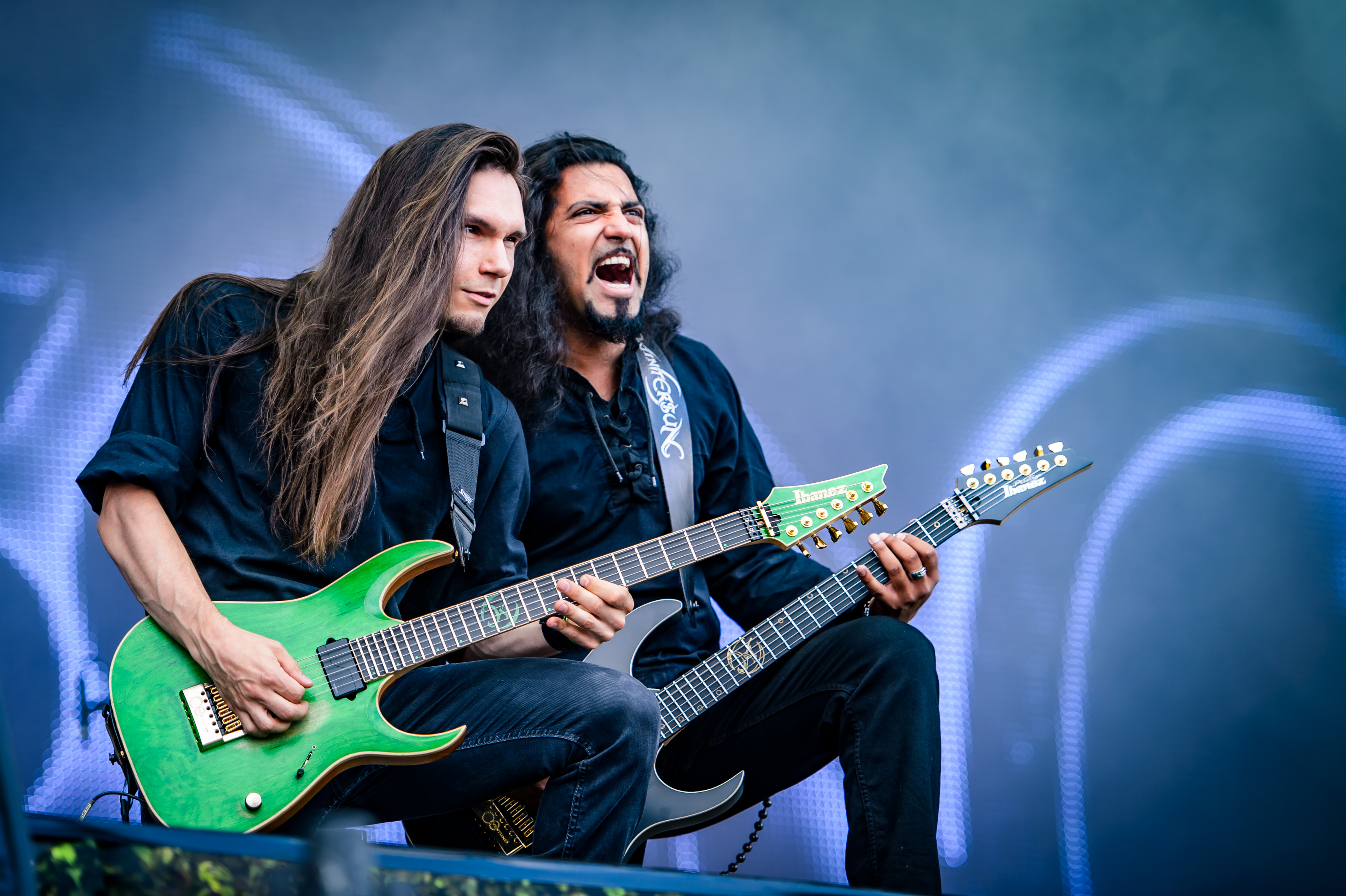
Teemu Mäntysaari e Asim Searah al Wacken Open Air 2018

Inizialmente i Wintersun erano stati concepiti come side project di Jari Mäenpää degli Ensiferum, accadde però che le date del tour europeo degli Ensiferum vennero a coincidere con quelle della registrazione dell'album Wintersun, Jari per questo si vide obbligato a lasciare gli Ensiferum. Il 13 settembre 2004 venne pubblicato l'album Wintersun dove Jari ha suonato tutti gli strumenti a parte la batteria (suonata da Kai Hahto). Il disco si rivelò un successo.
Nel 2006 è stato ripubblicato il primo album Wintersun commercializzato assieme ad un DVD contenente un'esibizione dal vivo al Summer Breeze del 2005.
Nel 2010 la band annuncia che il giorno della pubblicazione del secondo album è a data da destinarsi. Già nel 2009 Jari Mäenpää dichiarò che i problemi relativi all'uscita del nuovo album compromettevano la partecipazione della band a tutte le esibizioni previste durante l'anno. Successivamente, sul sito ufficiale era riportato che probabilmente entro Natale 2010 la band riuscì a terminare il lavoro riguardante orchestrazioni e tastiere, per poi procedere con la fase di missaggio. Intanto, la band cominciò a partecipare a diversi show (tre al Metalfest e uno al Metalcamp) in cambio di un aiuto economico da parte della loro etichetta discografica per quanto riguarda l'hardware, che rimase uno dei principali problemi del gruppo.
Il 19 marzo 2011 il chitarrista Teemu Mäntysaari annuncia che il mixaggio dell'album Time I è stato sospeso a tempo indeterminato a causa principalmente di problemi tecnici (mancanza di plugin a 64 bit per Digital Audio Workstation).
Il 19 ottobre 2012 è stato pubblicato la prima parte dell'album Time I, mentre la seconda parte è in uscita il 30 Agosto 2024. Il disco comunque ottenne molti giudizi negativi, mentre in pochi lo apprezzarono.
Nell'aprile 2017 Asim Searah viene confermato come secondo chitarrista del gruppo, mentre a luglio dello stesso anno viene pubblicato The Forest Seasons, terzo album in studio della band.

## Genere musicale
Mäenpää ha descritto lo stile della band come "Extreme Majestic Technical Nordic Metal"; il genere è stato in seguito anche recensito principalmente come melodic death metal con aggiunti saltuariamente piccoli elementi soprattutto black, folk, neoclassical. Alcuni blogger ci hanno visto elementi nordic power metal nelle parti orchestrali poiché la tipologia di voci e le ritmiche sono oggettivamente distanti da tale genere

## Formazione

### Formazione attuale
- Jari Mäenpää – voce, chitarra, tastiere (2004-presente), basso (2004)
- Teemu Mäntysaari – chitarra, cori (2004-presente)
- Jukka Koskinen – basso, cori (2005-presente)
- Kai Hahto – batteria (2004-presente; in pausa dal 2017)

### Turnisti
- Heikki Saari – batteria (2017–presente)

### Ex componenti
- Oliver Fokin – batteria (2004)
- Asim Searah – chitarra (2017-2022)

## Discografia

### Demo
- 2004 – Winter Madness

### Album in studio
- 2004 – Wintersun
- 2012 – Time I
- 2017 – The Forest Seasons
- 2024 - Time II

### Album dal vivo
- Wintersun:Tour Edition

### DVD
- 2006 – Live at Summer Breeze 2005